# Elof Andersson i Fältenborg
Elof Bernhard Andersson i riksdagen kallad ', född 18 december 1873 i Starby, död 10 oktober 1940 i Munka-Ljungby, var en svensk lantbrukare och politiker (folkpartist).
Elof Andersson, som kom från en bondesläkt, brukade 1902-1938 Fältenborgs gård i Munka-Ljungby, där han också var kommunalt verksam. Han hade även framträdande uppdrag i den lokala bonderörelsen.
Han var riksdagsledamot i första kammaren 1921 till sin död 1940, år 1921 för Kristianstads läns valkrets och från 1922 för Blekinge läns och Kristianstads läns valkrets. Som liberal kandidat tillhörde han Liberala samlingspartiet 1921-1923 och under den liberala partisplittringen Frisinnade folkpartiet 1924-1934, samt därefter Folkpartiet från 1935 och framåt. I riksdagen var han bland annat ledamot i jordbruksutskottet 1928-1932. Han var främst engagerad i jordbrukspolitik.